# Aurillac
Aurillac é uma comuna francesa na região administrativa de Auvérnia-Ródano-Alpes, no departamento de Cantal. Estende-se por uma área de 28,76 km². Em 2010 a comuna tinha 26 822 habitantes (densidade: 932,6 hab./km²).070 hab/km².

## Tour de France

### Chegadas
- 2008 :  Luis León Sánchez